# Derek Lunsford
Derek Lunsford (geboren am 14. Mai 1993) ist ein US-amerikanischer professioneller Bodybuilder, der in der Männer-Offenen Bodybuilding-Division der IFBB Pro League antritt. Er gewann den Mr. Olympia 2023 und den 212 Mr. Olympia im Jahr 2021 und wurde damit der erste Gewinner des Wettbewerbs in zwei Gewichtsklassen.

## Biografie
Derek Lunsford wurde am 14. Mai 1993 in Petersburg, Indiana, geboren. Er war ein aktives Kind, das an verschiedenen Sportarten teilnahm, darunter Fußball und Ringen in der High School. Lunsfords Interesse am Bodybuilding begann während seines Studiums, als er von seinen früheren sportlichen Aktivitäten zum Gewichtheben wechselte. Um bessere Ergebnisse zu erzielen, suchte er die Anleitung eines persönlichen Trainers, James Brown.
Im Jahr 2015 gab Derek Lunsford sein Debüt als Amateur-Bodybuilder bei den NPC Indianapolis Championships, wo er in der Männer-Offenen Weltergewichtsdivision antrat und als Sieger hervorging. Er etablierte sich weiter als wettbewerbsfähiger Amateur-Bodybuilder, indem er die NPC Junior Nationals 2015 und 2016 gewann. Seine Pro Card erhielt er bei den NPC USA Championships 2017, was seinen Übergang zum professionellen Bodybuilding markierte.
Lunsford gab sein Debüt als professioneller Bodybuilder bei der IFBB Tampa Pro 2017 und trat in der 212 lb Division an, wo er seinen ersten Profi-Wettkampf gewann. Sein Sieg bei der Tampa Pro brachte ihm eine Einladung zum Mr. Olympia 2017 ein, bei dem er den 5. Platz belegte. Über die Jahre hinweg trat Derek Lunsford konsequent in der 212-Division des Mr. Olympia-Wettbewerbs an und erreichte regelmäßig Top-5-Platzierungen. Im März 2021 wurde bekannt gegeben, dass er mit dem Bodybuilding-Trainer Hany Rambod trainierte: Im Oktober 2021 gewann er den 212 Mr. Olympia und überholte damit den damaligen Gewinner, Shaun Clarida.
Im Mai 2022 trat Derek Lunsford als Gastposierer auf der IFBB Pittsburgh Pro-Bühne auf und wog 257 Pfund. Im September 2022 wurde bekannt gegeben, dass er eine spezielle Einladung erhalten hatte, in der Offenen Division des Mr. Olympia 2022 anzutreten. Bei seinem ersten Versuch in dieser neuen Division erreichte er den zweiten Platz hinter Hadi Choopan. Im Jahr 2023 gewann Derek Lunsford sowohl den Mr. Olympia-Titel als auch den People’s Champion Award und wurde damit der erste Gewinner des Wettbewerbs in zwei Gewichtsklassen.

## Wettkampferfolge
- 2015 NPC Indianapolis Championships – 1. Platz (Weltergewicht)
- 2015 NPC Junior Nationals – 1. Platz (Weltergewicht)
- 2016 NPC Junior Nationals – 1. Platz (Mittelgewicht/Gesamtsieger)
- 2016 NPC USA Championships – 1. Platz (Mittelgewicht)
- 2017 NPC USA Championships – 1. Platz (Leicht-Schwergewicht)
- 2017 IFBB Tampa Pro – 1. Platz (212 lb)
- 2017 IFBB Mr. Olympia – 5. Platz (212 lb)
- 2018 IFBB Mr. Olympia – 2. Platz (212 lb)
- 2019 IFBB Mr. Olympia – 2. Platz (212 lb)
- 2020 IFBB Mr. Olympia – 4. Platz (212 lb)
- 2021 IFBB Mr. Olympia – 1. Platz (212 lb)
- 2022 IFBB Mr. Olympia – 2. Platz (Offene Klasse der Männer)
- 2023 IFBB Mr. Olympia – 1. Platz (Offene Klasse der Männer)
- 2024 IFBB Mr. Olympia – 3. Platz (Offene Klasse der Männer)